# Gorodok (Oblast' di Kaluga)
Gorodok (in russo Городок?) è un insediamento di tipo urbano della Russia europea situato nel distretto Žukovskij dell'oblast' di Kaluga.
Si trova nel nord-est della oblast', 94 km a sud-ovest di Mosca e a 82 km da Kaluga.